# Ахметелис театри (станция метро)
«Ахметелис-театри» (груз. ახმეტელის თეატრი , рус. Театр Ахметели) — Северная конечная станция Ахметели-Варкетилской линии Тбилисского метрополитена. Следующая станция на линии — «Сараджишвили».

## Название
Названа по Тбилисскому драматическому театру имени Сандро Ахметели (Сандро Ахметели). Прежнее название — «Глдани» (груз. გლდანი). На части указателей в метро нынешнее название указано сокращённо — «Ахметели» (ახმეტელი).

## Архитектура и оформление
Широкие, расширяющиеся кверху колонны отделаны светлым мрамором, пол выложен серым гранитом. В торцах станции над эскалаторными ходами — панно. Станция была реконструирована в 2007 году.
Повторная реконструкция станции с возвращением к первоначальному облику произошла в 2017 году. Были сняты сайдинговые элементы, очищены путевые стены, добавлены световые лампы для лучшего освещения платформы станции.

## Выходы и пересадки
Действует только северный выход, южный был сооружён в конструкциях и заброшен.

## Путевое развитие
За станцией — тупики по обоим путям и пошёрстный съезд для оборота составов.